# 松元ヒロ
松元ヒロ（まつもとヒロ、1952年10月19日 - ）は、鹿児島県出身のピン芸人。血液型はA型。本名は松元広人。

## 経歴
鹿児島実業高等学校、法政大学法学部政治学科を卒業後、パントマイマーとなり全国を巡業。
その後ばんきんや、石倉チョッキとコミックバンド「笑パーティー」を結成、ベーシストとして活動。『お笑いスター誕生!!』（日本テレビ）に出場し、第4回オープントーナメントサバイバルシリーズで優勝した。
解散後はコントグループ「ザ・ニュースペーパー」の結成に参加。1998年11月に独立し、ピン芸人になる。
2019年7月、FNS九州8局共同制作・ドキュメント九州『テレビで会えない芸人…-松元ヒロの世界-』（制作：KTS鹿児島テレビ）（制作：野元俊英、プロデューサー：四元良隆、ディレクター：牧 祐樹、撮影：鈴木哉雄）放送。

## 人物
高校時代には、2年時の第20回全国高校駅伝大会に最終7区で出場し、区間賞を獲得する。3年時の第21回大会は3区8位。大学に進学、陸上競技部に入り、駅伝選手であったが、大学時代アフロヘアーで選手活動を続けたため先輩部員の怒りを買い、退部に追い込まれる。この出来事を通じ「自由な表現活動をしたい」と思うようになり、パントマイムとお笑いの世界を目指すこととなった。
また、パントマイムを目指すきっかけとして、教師になる道を諦めていたところ、チャールズ・チャップリンの「モダン・タイムス」などの無声映画を見て、地元訛りにコンプレックスを持たずにできる仕事として感動し、パントマイム、お笑い、風刺の道に入ったとも語っている。

## 芸風
- ニュースに合わせて即興でパントマイムをつける「マイムニュース」が持ちネタ。
- 歴代総理大臣の物まねをすることが多い。
- 鹿児島実業高校や法政大学での学園生活や陸上部でのエピソードを盛り込んだ一人芝居も演じている。
- 立川談志にその芸を認められ、談志の会にゲストとして出演することが多かった[5]。
- テレビに出演することは少ないが「談志・陳平の言いたい放だい」にゲスト出演したり、立川志の輔出演のCMに登場している。
- 公共広告機構（現・ACジャパン）の日米共同キャンペーン「WATERMAN」（1996年）[6]の、水でできた人物像のCGグラフィックの人物モデルである[7]。

## 政治的思想
- 護憲派であり、憲法9条を題材としたネタを披露することも多い。
- 自らを日本国憲法に見立てた一人芝居「憲法くん」では、憲法前文や憲法9条条文を暗唱しつつ「こんにちは、憲法です。68歳になりました。私がリストラされるという話がありますが、本当にいいんですか」などと舞台から客に向かって話しかけるネタを披露している。
- 2019年、映画『誰がために憲法はある（井上淳一監督）』では、松元が演じている「憲法くん」を原作にしたキャラクターを、女優の渡辺美佐子が演じた。
- 『憲法くん』は坂手洋二の脚本で燐光群により舞台化、2019年11月から12月にかけて東京・伊丹・岡山・名古屋で上演された。
- 2016年1月3日に行われた安倍政権に抗議するデモに登場し、「不良グループに刃物を持たせて、それが抑止力になるというのが、安倍さんの考え方。そうしたら、不良グループはチェーンやピストルを持ってくるようになる。僕は不良に『好き好き好き!』と近づいていって、3年間1度も殴られなかった。憲法9条を体で示していた。だから武器を持たない方が安心。積極的平和主義というけど、安倍さんのやっていることは、あべこべなんです」と語った[8]。

## 著書
- 安倍政権を笑い倒す （2015年7月、角川新書）- 佐高信との共著 ISBN 9784040820323
- 憲法くん（2016年12月、講談社）- 松元 ヒロ（作）武田 美穂（絵）ISBN  9784061333093

## 出演
- デモクラシータイムス（YouTube、不定期）
- 大竹まこと ゴールデンラジオ!（文化放送、2022年2月17日）

### ドラマ
- 鬼平犯科帳 SEASON1 本所・桜屋敷（2024年1月8日、時代劇専門チャンネル） - 三次郎 役[9]
  - 鬼平犯科帳 SEASON1 血頭の丹兵衛（2024年7月6日）

### 映画
- 鬼平犯科帳 血闘（2024年5月10日） - 三次郎 役

## 受賞歴
笑パーティー時代
- 第1回 NHK新人演芸コンクール 演芸部門 優秀賞

番組
- 「テレビで会えない芸人…-松元ヒロの世界-」2020年日本民間放送連盟賞 テレビエンターテインメント番組部門最優秀賞[1]